# Phoebe Bridgers
Phoebe Bridgers (Los Angeles, 17 augustus 1994) is een Amerikaans muzikante.

## Carrière
Bridgers is afgestudeerd van Los Angeles County High School for the Arts. Daar studeerde ze vocal jazz. Bridgers maakte haar grote doorbraak met 7" Killer bij de platenmaatschappij van Ryan Adams, PAX AM. In het begin van 2016 heeft Bridgers de zangeres Julien Baker ondersteund op haar 2016 East Coast tour.
In juni 2017 tekende Phoebe Bridgers een contract bij de platenmaatschappij Dead Oceans. Op 22 september kwam haar eerste album Stranger in the Alps uit. Deze kreeg direct positieve reacties. Het album werd geproduceerd door Tony Berg en Ethan Gruska. Op 12 maart 2018 werd Stranger in the Alps benoemd tot het beste album van 2017 door de sociaalnetwerkwebsite Pebbal.
Op 3 maart 2018 werd Phoebe Bridgers geïnterviewd op CBS This Morning: Saturday, waar ze haar liederen "Motion Sickness" en "Scott Street" zong. Phoebe Bridgers werd beschreven als een "eenhoorn in de muziekindustrie" door haar producent Ryan Adams. In mei 2018 kwam Bridgers voor in een remake van het lied "The Night We Met" van Lord Huron, voor de soundtrack van seizoen 2 van de televisieserie 13 Reasons Why van Netflix. In aflevering 5 van het 3e seizoen van deze serie kwam haar nummer "Funeral" voor. Samen met Lucy Dacus en Julien Baker vormt Bridgers in 2018 de groep Boygenius.
Voor de Grammy Awards 2021 is Bridgers in vier categorieën genomineerd: Best New Artist, Best Alternative Music Album (voor Punisher), Best Rock Performance en Best Rock Song (de laatste twee voor het nummer Kyoto). Bij de 66e Grammy Awards won Bridgers met Boygenius drie Grammy awards.

## Gebruik van haar muziek in films, series en reclames
In 2014 kwam ze voor in een reclamespot van de Apple iPhone, waarin ze het lied "Gigantic" van The Pixies zong. Bridgers' lied "Safe At Home" kwam voor in seizoen 3 aflevering 5 van de ABC-familieserie Switched At Birth. In seizoen 3 aflevering 17 van dezelfde serie kwam haar lied "Ask Me To/Steamroller" voor. Haar lied "Georgia" kwam voor in seizoen 8 aflevering 2 van de ABC-serie Castle.

## Discografie

### Albums
| Titel                | Datum             | Label       |
| -------------------- | ----------------- | ----------- |
| Killer               | 28 april 2015     | PAX AM      |
| Stranger in the Alps | 22 september 2017 | Dead Oceans |
| Punisher             | 18 juni 2020      | Dead Oceans |

- Gemeinsame Normdatei: 1230927727
- International Standard Name Identifier: 0000 0004 6612 4145
- Library of Congress Control Number: no2018128083
- MusicBrainz: 96855c21-b832-4366-ba12-0d2330c36a86
- Virtual International Authority File: 4898153834754964450001